# Marie Lundquist
Marie Lundquist, född 26 maj 1950, är en svensk  poet, författare, och översättare.
Marie Lundquist är fil.kand och arbetade i femton år som bibliotekarie. 1992 debuterade hon som poet med diktsamlingen Jag går runt och samlar in min trädgård för natten. Hon har sedan dess givit ut ytterligare tio böcker, mestadels diktsamlingar. Hon har också skrivit en hel del texter som är en slags blandform mellan skönlitteratur och essäistik, oftast om konst i olika former och särskilt fotografi. Under många år har hon varit handledare på olika författarutbildningar som Biskops-Arnö och Litterär gestaltning i Göteborg. På senare år har översättandet blivit en allt större del av hennes verksamhet. Framförallt har hon översatt dramatik, främst av den norske dramatikern Jon Fosse.   
Hennes dikter finns översatta i bokform till engelska, norska, nederländska, franska, lettiska, persiska, polska, franska och arabiska.  
År 2022 invaldes hon i Samfundet De Nio, på stol nr 4.

## Priser och utmärkelser
- 1993 – Stig Carlson-priset
- 1995 – Tidningen Vi:s litteraturpris
- 1996 – Guldprinsen
- 1997 – De Nios Vinterpris
- 1999 – Karin Boyes litterära pris
- 2000 – Gerard Bonniers lyrikpris
- 2002 – Sveriges Radios Lyrikpris
- 2008 – De Nios lyrikpris
- 2013 – Stipendium ur Lena Vendelfelts minnesfond
- 2015 – Aspenströmpriset
- 2023 – Ferlinpriset
- 2024 – Gerard Bonniers pris